# العملاق (مجلة)
مجلة العملاق هي مجلة لبنانية أسبوعية، تصدر عن دار المطبوعات المصورة. رئيس تحريرها والمدير المسؤول هو شاهين داكروز، ومدير التحرير: نجاة جريديني، عنوانها: شارع الحمراء، مبنى مركز صباغ، بيروت، القطع: 17×24 سم، صدرت أول مرة عام 1977م.
تعتمد المجلة عموماً على الترجمة. وتوجه إلى سن من 8 إلى 18 سنة دون الإشارة إلى ذلك، وليس هناك مقدمة للسلسلة التي تنشرها المجلة في كل عدد. تعتمد المجلة على كارتون باك روجرز وفلاش جوردن، بشكل رئيس، حيث يبلغ عدد الصفحات 42 صفحة من بين 52 صفحة، تحوي في بقية الصفحات على أبواب التسلية عن الفروق بين الرسوم، والمتاهات، وكلمة السر، والطرائف.
شعار المجلة «فزورة ممتعة مغامرات شائقة وطريفة» هناك إعلانات عن مطبوعات أخرى تصدر عن المؤسسة نفسها، ولا يوجد لها ملاحق أو مسابقات، ولا تنشر صور القراء ولا مساهماتهم.
سعر المجلة في لبنان عام 1982م هو 300 ق.ل دون الإشارة إلى ثمن البيع في مصر، وليس هناك إشارة إلى محتويات العدد عدا اسم الرواية الكرتونية.